# Silly-en-Gouffern
Silly-en-Gouffern ist eine Ortschaft und eine ehemalige französische Gemeinde mit 391 Einwohnern (Stand: 1. Januar 2022) im Département Orne in der Region Normandie. Sie gehörte zum Arrondissement Argentan und zum Kanton Argentan-2.
Mit Wirkung vom 1. Januar 2017 wurden die bisherigen Gemeinden Silly-en-Gouffern, Aubry-en-Exmes, Avernes-sous-Exmes, Le Bourg-Saint-Léonard, Chambois, La Cochère, Courménil, Fel, Omméel, Saint-Pierre-la-Rivière, Exmes, Survie, Urou-et-Crennes, Villebadin zu einer Commune nouvelle mit dem Namen Gouffern en Auge zusammengeschlossen und haben in der neuen Gemeinde den Status einer Commune déléguée. Der Verwaltungssitz befindet sich im Ort Silly-en-Gouffern.

## Lage
Silly-en-Gouffern liegt acht Kilometer östlich von Argentan im Tal des Flusses Ure. 80 % der Fläche der Gemeinde bestanden aus Wald, darunter vor allem der Forêt de Gouffern.
Nachbargemeinden waren: Bailleul und Occagnes im Nordwesten, Villedieu-lès-Bailleul, Tournai-sur-Dive und Aubry-en-Exmes im Norden, Le Bourg-Saint-Léonard im Nordosten, Sévigny, Urou-et-Crennes und Sai im Westen, Le Pin-au-Haras im Osten, Aunou-le-Faucon im Südwesten, Almenêches im Süden und La Cochère im Südosten.

## Bevölkerungsentwicklung
- 1962: 401
- 1968: 384
- 1975: 370
- 1982: 445
- 1990: 479
- 1999: 465

## Sehenswürdigkeiten

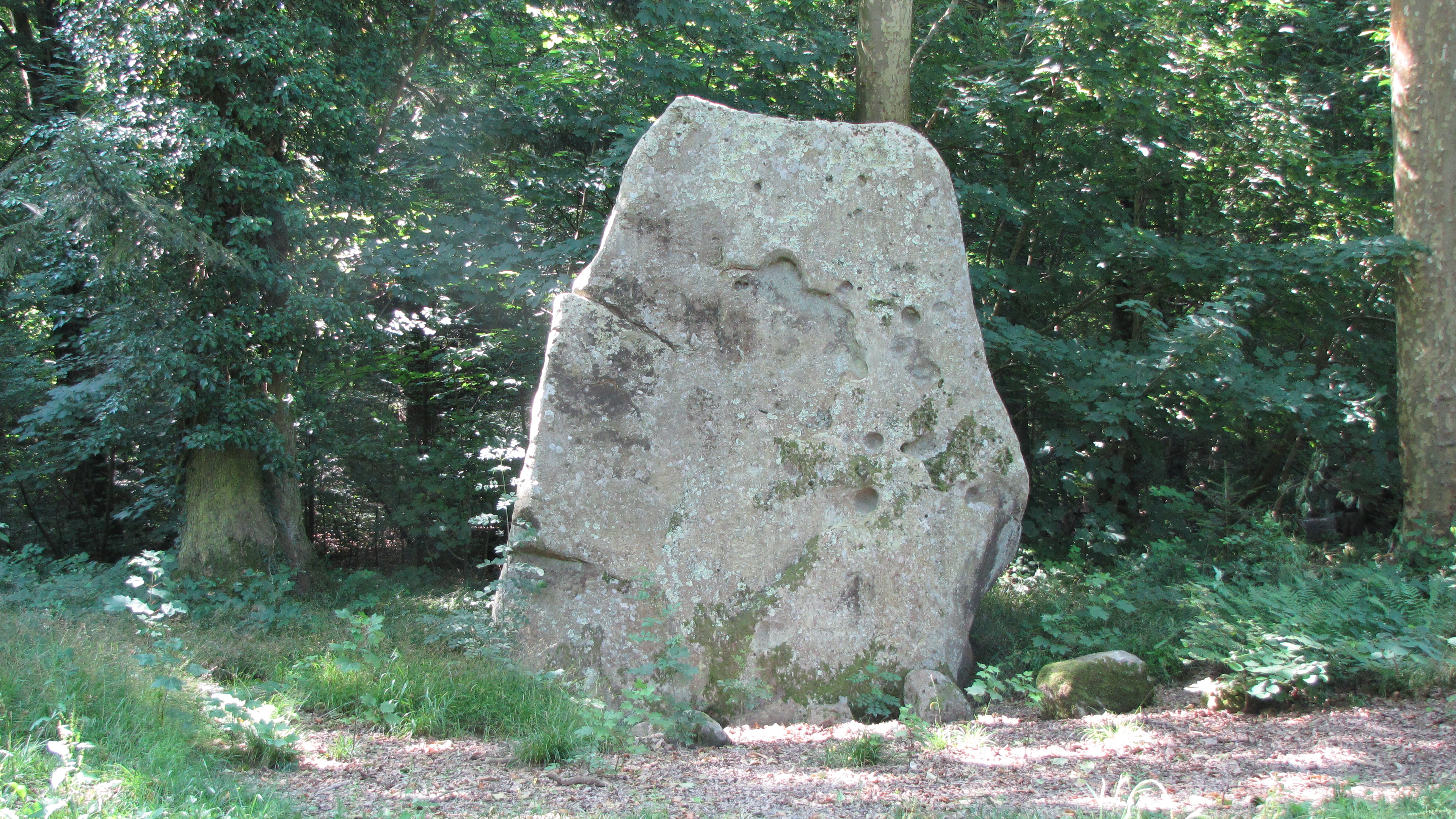
Der Menhir La grosse Pierre Levée

- Die Abtei Silly-en-Gouffern, die vor 1151 von Prämonstratensern mit Unterstützung Mathildes, der Tochter König Heinrichs I. von England, gegründet wurde; erster Abt war Drogo, der zu Mathildes ritterlichem Gefolge in Deutschland gehört hatte; während der Französischen Revolution wurde die Abtei weitgehend zerstört.
- Der Forêt de Gouffern
- der Menhir La grosse Pierre Levée